# Постоміно
Постоміно (пол. Postomino) — село в Польщі, у гміні Постоміно Славенського повіту Західнопоморського воєводства.
Населення — 699 осіб (2011).
У 1975-1998 роках село належало до Слупського воєводства.

## Демографія
Демографічна структура станом на 31 березня 2011 року:
|          | Загалом | Допрацездатний вік | Працездатний вік | Постпрацездатний вік |
| -------- | ------- | ------------------ | ---------------- | -------------------- |
| Чоловіки | 349     | 75                 | 255              | 19                   |
| Жінки    | 350     | 76                 | 204              | 70                   |
| Разом    | 699     | 151                | 459              | 89                   |